# La Femme dévoilée
Pour plus de détails, voir Fiche technique et Distribution.
La Femme dévoilée est un court métrage français réalisé par Rachida Krim et Hamid Tassili, sorti en 1998.

## Fiche technique
- Titre : La Femme dévoilée
- Réalisation : Rachida Krim et Hamid Tassili
- Scénario : Rachida Krim et Hamid Tassili
- Décors : Tika Chatelain
- Photographie : Adrien Angliviel
- Son : Jean-Baptiste Faure
- Musique : Amazigh Kateb
- Montage : Vincent Bochard
- Production : Bicéphale Production
- Durée : 10 minutes
- Date de sortie : France, 26 octobre 1998 (présentation au Festival Cinémed)

## Distribution
- Hakim Ghili
- Hamid Tassili
- Karim Messalti
- Moulay Mansouri
- Alain Conte

## Distinctions
- 1998 : Prix Canal+ au Festival du cinéma méditerranéen de Montpellier[1]